# Нуатабу
Нуатабу (англ. Nuatabu) — деревня на острове Нотоуа атолла Тарава, архипелаг Гилберта. Нуатабу входит в муниципалитет Северная Тарава, Республика Кирибати.

## Геграфия и экология
| Показатель                     | Янв. | Фев. | Март | Апр. | Май  | Июнь | Июль | Авг. | Сен. | Окт. | Нояб. | Дек. | Год  |
| ------------------------------ | ---- | ---- | ---- | ---- | ---- | ---- | ---- | ---- | ---- | ---- | ----- | ---- | ---- |
| Средний максимум, °C           | 31,1 | 31,2 | 31,3 | 31,4 | 31,4 | 31,5 | 31,6 | 31,6 | 31,4 | 31,8 | 31,7  | 31,5 | 31,5 |
| Средний минимум, °C            | 24,5 | 25,0 | 25,3 | 25,4 | 25,7 | 25,5 | 25,6 | 25,7 | 25,7 | 25,5 | 25,4  | 25,1 | 25,4 |
| Норма осадков, мм              | 272  | 201  | 188  | 183  | 163  | 137  | 157  | 122  | 89   | 89   | 102   | 203  | 1905 |
| Источник: World Weather Online |      |      |      |      |      |      |      |      |      |      |       |      |      |

## Население
| 1994 | 2000 | 2005 | 2010 |
| ---- | ---- | ---- | ---- |
| 220  | ↘183 | ↗199 | ↘197 |

В 1992 году в 30 хозяйствах деревни было 4 мотоцикла, 1 лодка, 1 телевизор и 20 радиоприёмников. Из 220 жителей 30 занимались рыболовством и сельским хозяйством, 7 человек работало на государственных и муниципальных службах. 3 электрогенератора обеспечивали в первую очередь холодильники и водопровод, все домохозяйства и 6 общественных зданий.
|         |     | <1 | 1 | 2 - 5 | 6 - 14 | 15 - 17 | 18 - 49 | 50 - 60 | 70+ |
| ------- | --- | -- | - | ----- | ------ | ------- | ------- | ------- | --- |
| Всего   | 197 | 6  | 4 | 21    | 41     | 11      | 91      | 17      | 6   |
| Мужчины | 97  | 4  | 2 | 13    | 18     | 4       | 44      | 9       | 3   |
| Женщины | 100 | 2  | 2 | 8     | 23     | 7       | 47      | 8       | 3   |

Ученики начальной школы учатся в англ. Nein Tebwaara Primary school/
По результатам исследования, представленного Terra Firma Associates в 2000 году жители Нуатабу высказались за развитие экотуризма, однако ответственность за строительство гостиницы возложили на муниципальные власти. Эксперты ассоциации предположили, что развитие экотуризма будет сдерживаться низким туристическим потоком: атолл Тараву посещает примерно 500 туристов год.
В январе 2025 года Министерство рыболовства и морских ресурсов Кирибати организовало для жителей Нуатабу семинар по переработке тунца в целях коммерческого и бытового применения. Семинар был направлен на повышение профессиональных и санитарных навыков при обработке и консервации рыбной продукции.